# Мелето (Форли-Чезена)
Мелето (итал. Meleto) је насеље у Италији у округу Форли-Чезена, региону Емилија-Ромања.
Према процени из 2011. у насељу је живело 18 становника. Насеље се налази на надморској висини од 173 м.